# Szamo sampioni
A Samo shampioni (magyarul: Csak győztesek) egy dal, amely Bulgáriát képviselte a 2013-as Eurovíziós Dalfesztiválon. A dalt a bolgár Elitsa és Stoyan adta elő bolgár nyelven.
A duót a bolgár köztelevízió jelölte ki az ország képviseletére. 2013. március 3-án rendezték a nemzeti döntőt, ahol a páros három dalt énekelt. Két dal, a Kismet és a Samo Shampioni ugyanannyi pontot kapott a zsűri és a nézői szavazatok összesítése után, és a szabályoknak megfelelően a Kismet-et hirdették ki győztesnek. Azonban március 11-én bejelentették, hogy jogi problémák miatt mégis a Samo Shampioni lesz a malmői versenydal.
Az Eurovíziós Dalfesztiválon a dalt a május 16-án rendezett második elődöntőben adták elő, a fellépési sorrendben hetedikként, a máltai Gianluca Bezzina Tomorrow című dala után és az izlandi Eythór Ingi Ég á líf című dala előtt. Az elődöntőben 45 ponttal a tizenkettedik helyen végzett, így nem jutott tovább a döntőbe.